# The Millèn
The Millèn is een restaurant in Rotterdam. Op 17 december 2018, bij de uitreiking van de Michelinsterren voor 2019, ontving The Millèn een Michelinster.

## Locatie
The Millèn is gevestigd in de Millenniumtoren, vlak voor Station Rotterdam Centraal. De zaak is onderdeel van de Rotterdamse vestiging van het Marriott Hotel.

## Geschiedenis
Het restaurant werd in 2018 geopend door chef-kok Wim Severein, voorheen medechef van het eveneens besterde Rotterdamse restaurant van het Wereldmuseum; bij opening was de gastvrouw Ingrid Buikema, die diezelfde functie ook bekleedde in het museumrestaurant. Een half jaar later, op 17 december 2018 bij de uitreiking van de Michelinsterren voor 2019, ontving The Millèn een Michelinster. De zaak werd in 2024 onderscheiden met 14,5 van de 20 punten in de GaultMillau-gids.